# Jamal Mixon
Jamal Mixon (Oxnard, California, 17 de junio de 1983) es un actor estadounidense de cine y televisión, reconocido principalmente por su papel del joven Ernie Klump en la película The Nutty Professor y en su secuela, Nutty Professor II: The Klumps. Es el hermano menor del también actor Jerod Mixon.

## Carrera
Mixon ha aparecido en las series de televisión Malcolm & Eddie, Moesha, The Parkers, Good News, The Proud Family y George Lopez. Otros de sus créditos en el cine incluyen las películas Def Jam's How to Be a Player (1997), Bulworth (1998), House Party 4: Down to the Last Minute (2001), The Cookout (2004), Gridiron Gang (2006), Paul Blart: Mall Cop (2009), Steppin: The Movie (2009) y White T (2013).

## Filmografía seleccionada

### Cine y televisión
| - 2015 - Crackula Goes to Hollywood - 2015 - The Big Leaf - 2013 - White T - 2012 - Zambezia - 2009 - Steppin: The Movie - 2009 - Paul Blart: Mall Cop - 2008 - Senior Skip Day - 2006 - Gridiron Gang - 2005 - What Is a Good Cookout? - 2004 - The Cookout - 2004 - George Lopez | - 2003 - Family Reunion: The Movie - 2002 - The Proud Family - 2000-2002 - The Parkers - 2001 - House Party 4: Down to the Last Minute - 2000 - Nutty Professor II: The Klumps - 1999 - Beverly Hood - 1998 - Bulworth - 1998 - The Good News - 1997 - Malcolm & Eddie - 1996 - The Nutty Professor |